# ZIS-6

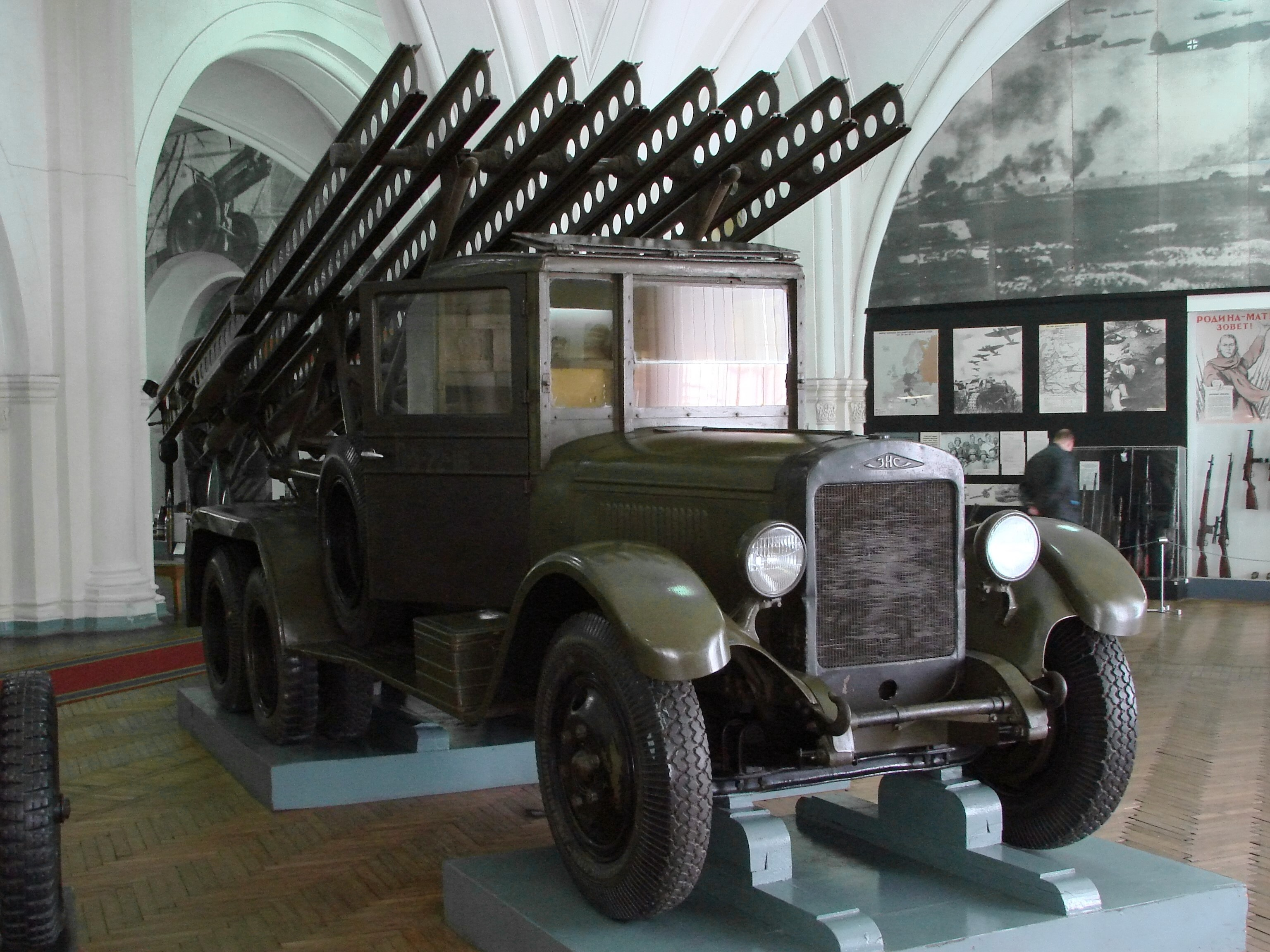
ZIS-6を車台に使用したBM-13 カチューシャ

ZIS-6（ロシア語：ЗиС-6）は、ソビエト連邦の多目的6x4トラックで、2軸のトラックZIS-5を3軸へ増やしたものである。1933年-1941年の10月まで、ZiS（Automotive Factory No. 2 Zavod imeni Stalina）によって製造され、総生産台数は21,239台におよぶ。
単純な構造で信頼性の高い車台は、さまざまな用途に合わせてボディを装備して使用された。一例としてはサーチライトトラックや移動工房などがある。特によく知られたものは、1941年7月に実行された多連装ロケット砲としての利用である。また、非常に少数ではあるが、ZIS-6は今日まで残存している。
第二次世界大戦の間、ZIS-6の車台は「スターリンのオルガン」として知られるBM-13 カチューシャ多連装ロケット砲に用いられた。また、赤色空軍の航空燃料給油車であるBZ-ZIS-6のベースにも用いられた。

## 主要諸元
- 6x4, 3軸 2.5トン（舗装路4トン）
- ZIS-5ベースのトラック
- ボア/ストローク：101.6/114.3mm
- ホイールベース：3,360mm+1,080mm
- タイヤ：34x7インチ

## 画像

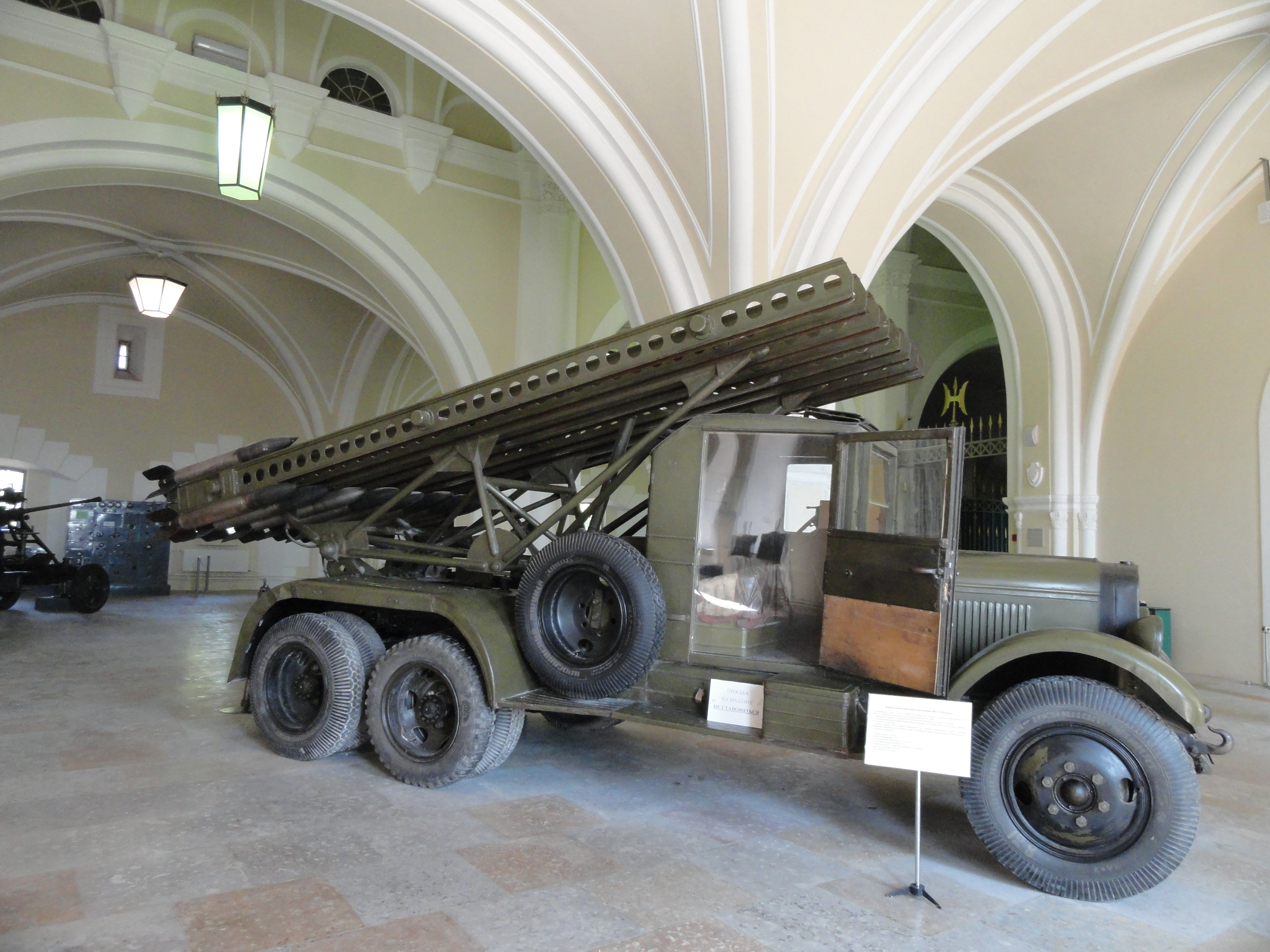
ZIS-6の車台を使用したBM-13 カチューシャ
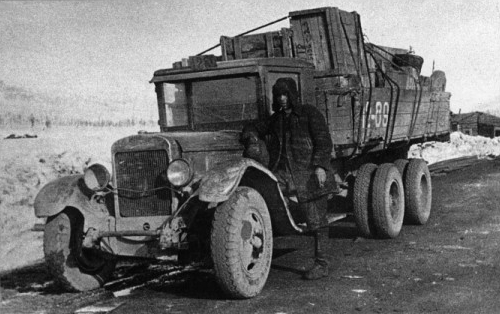
M56 Kolyma Highwayの建設風景（1938年）